# Constantino VI
Constantino VI (em grego: Κωνσταντίνος ΣΤ΄; romaniz.: Kōnstantinos VI) foi imperador bizantino de 780 a 797.

## Vida
Constantino VI era o único filho do imperador Leão IV, o Cazar e de Irene de Atenas. Foi coroado co-imperador pelo seu pai em 776, a quem sucedeu em 780, aos nove anos de idade, sob a regência de Irene.
Em 782, foi prometido a Rotrude, filha de Carlos Magno, rei dos Francos, e da sua terceira mulher Hildegarda de Saboia. Irene rompeu o noivado em 788. Em 787, no final da primeira fase da controvérsia iconoclasta, Constantino assinara os decretos do Segundo Concílio de Niceia que restauravam a veneração dos ícones, mas parece ter-se inclinado mais para a iconoclastia. Por esta altura Constantino já cumprira 16 anos de idade, mas a sua mãe não lhe entregou o poder.
Depois de uma rebelião contra Irene ter fracassado na Primavera de 790, a imperatriz tentou obter o trono para si mesma. O plano não resultou e Constantino, à frente de tropas leais, assumiu o governo em 790, depois de as tropas armeníacas se terem revoltado contra Irene. Ainda assim Irene pôde conservar o título de imperatriz, que lhe foi confirmado em 792.
A fraqueza de Constantino provocou o descontentamento dos seus partidários. Revelou covardia depois das derrotas perante Kardam da Bulgária em 791 e 792. Criou-se uma facção de apoiantes do seu tio, o césar Nicéforo. Constantino mandou vazar os olhos do tio e rasgar as línguas dos outros quatro irmãos do seu pai. Quando mandou cegar Aleixo Mosele, o comandante dos armeníacos, as tropas sob o seu comando revoltaram-se contra ele. Conseguiu suprimir esta revolta com enorme crueldade em 793.
Divorciou-se da sua esposa Maria de Âmnia, que não conseguira dar-lhe um herdeiro varão, e casou-se com a sua amante Teódota, numa decisão impopular e provavelmente ilegal, embora o patriarca de Constantinopla Tarásio a tivesse deixado passar em claro. Com esta actuação Constantino perdeu todos os apoios que ainda tinha quer entre os ortodoxos quer entre os iconoclastas, no que ficou conhecido como "controvérsia moequiana" (do grego moechos - "adúltero").
Em 797, Constantino foi aprisionado e cegado pelos aliados da sua mãe. Segundo alguns historiadores o imperador morreu dos ferimentos infligidos, deixando Irene como única governante do império. Segundo outros, porém, entre os quais se conta Judith Herrin, Constantino VI sobreviveu e morreu depois da sua mãe, em 805. Falsos Constantinos apareceram mais tarde, durante o reinado de Miguel II, o Amoriano.

## Família
Com a sua esposa Maria de Âmnia, Constantino VI teve duas filhas:
- Eufrósine, que se casou com o imperador Miguel II, o Amoriano
- Irene

Com a sua amante e mais tarde segunda esposa, Teódota, Constantino VI dois filhos:
- Leão, que morreu em 797.
- Um menino de nome desconhecido.